# ルイス・グスタボ
ルイス・グスタボ（Luiz Gustavo、1996年5月25日 - ）は、ブラジルの男性総合格闘家。パラナ州クリチバ出身。EVOLUCAO THAI所属。

## 来歴
8歳の頃に大好きな日本の総合格闘技団体『PRIDE』を見ていて、「いつか自分もここで試合をする」と決意。
その後、ストリートの抗争に巻き込まれて父親を亡くすなど過酷な環境で幼少期を過ごしたが、少しでも環境を変えようと地元が開放していた格闘技ジムに通い始める。そこで頭角を現し、数々のアマチュア大会への出場を経て2014年に18歳でプロデビューを果たす。2016年にヴァンダレイ・シウバにそのポテンシャルを評価され、アンドレ・ジダの率いるチームEVOLUCAO THAIに移籍。
プロデビューから9連勝し無敗。その全てをKOか一本で勝利し、RIZINと契約した。

### RIZIN
2018年8月12日、RIZIN初出場となったRIZIN.12で、中量級の日本人エース矢地祐介と対戦、荒削りながら懐の深い打撃で終始圧力をかけ、2Rにカウンターの右フックでKO勝利し衝撃の日本デビューを飾った。この試合は矢地と対戦予定だったブルーノ・カルバーリョが負傷したことからグスタボが代役として出場した試合だった。
2019年4月21日、RIZIN.15で朝倉未来と68kg契約で対戦し、お互いに引かない激しい打撃戦となったが、朝倉の効果的な蹴りとカウンターでスタミナを削られ、3-0の判定負けを喫し、22歳でキャリア初の負けとなった。
2019年10月12日、RIZIN.19のライト級トーナメント1回戦で元DEEPライト級王者の上迫博仁と対戦し、右ストレートで上迫の左目付近を出血させダウンを奪い、出血によるドクターストップによるTKO勝ちを収めた。
2019年12月31日、RIZIN.20のライト級トーナメント準決勝でパトリッキー・ピットブルと対戦し、1R28秒レフェリーストップによる自身初のTKO負けを喫した。
2022年4月16日、RIZIN TRIGGER 3rdで矢地祐介と約3年8ヶ月振りに再戦し、2Rに右フックを当てダウンを奪った後、パウンドによるTKO勝ちを収めた。なお、グスタボは新型コロナウイルスによる影響で来日が困難となり前戦から2年4ヶ月試合間隔が空くも、他団体からのオファーを断りRIZINで戦う機会を待ち続けていた。
2022年9月25日、RIZIN.38でDEEPライト級王者の大原樹理と対戦し、1Rに左右フックの連打でダウンを奪った後、パウンドによるTKO勝ちを収めた。
2023年4月29日、RIZIN LANDMARK 5で元DEEPライト級王者の武田光司と対戦し、繰り返しタックルでテイクダウンされるもスタンドで優勢な状態を保ち続け、2-1の判定勝ちを収めた。
この試合後、練習中の負傷などにより、約10ヶ月間、試合間隔が空いた。
2024年2月24日、RIZIN LANDMARK 8で堀江圭功と対戦し、白熱した展開の末にダウンを複数回奪い、0-3の判定勝ち。試合後には、試合前から足の負傷をしたまま強行出場していたことをRIZIN運営に明かした。
この試合の1R目に拳を大きく負傷したことで手術を行い、練習再開まで3ヶ月かかった。
2024年9月17日、自身の公式Youtubeチャンネル『Luiz Gustavo Killer』を開始。2021年からにすでに存在していて登録者が多くいるグスタボの様子を伝える実質日本公式（代弁）チャンネル『ルイス・グスタボ JAPANチャンネル』の方は、グスタボの言葉を翻訳していた友人の名前のチャンネルとなった。
2024年9月29日、RIZIN.48でRIZINライト級タイトルマッチを行い、王者ホベルト・サトシ・ソウザと対戦。1Rにサトシの蹴りを掴んだ瞬間に右フックを受けてぐらつくと、パンチでダウンを奪われてパウンドでTKO負け。王座戴冠とはならなかった。試合後には「起こってはいけないことが起こってしまった。もう少し試合を続けられたと思う。でも今後も再びタイトルを目指してやることは変わりません。これが初めての負けではないですし、これは最後でもない。人生というのは勝ったり負けたりするものなので、より強くなって戻ってくるだけです。前回負けた時よりも強くなって勝ち続けていたわけですから、自分のやることは変わりません。より強くなって戻ってくるだけです」と話した。
2025年3月30日、再帰戦となったRIZIN.50で第13代DEEPライト級王者の野村駿太と対戦。2Rグラウンド状態で圧倒され、3Rに偶発的なバッティングにより試合続行不可のため、3R 2分27秒までのテクニカル判定0-3で判定負けとなった。

## 人物
- 幼い頃から日本の格闘技団体『PRIDE』を見て育った。夢は『日本のリングで王者になること』[1]。
- そのためPRIDEの後継団体のRIZINと契約して出場した際には「今まではテレビの中のPRIDEだったけど、今は自分がその中に立っている。8歳の時にいつか自分もここで試合をする！と決意したので、自分が（RIZIN.12で）日本のリングに初めて立った時は、『これが俺の夢だったんだ…』と本当に感動しました。（今の人生は）まさに夢の中で生きているみたいだよ」と話した[1]。
- 日本という国と、2018年から契約を続けている『RIZIN』が好きで、日本で戦うことにこだわり続けている。2020年に日本政府による新型コロナウイルス蔓延対策ですべての海外選手が入国できなくなり日本で戦えなくなった時も、グスタボには世界中の団体から契約オファーが舞い込んだが、すべてオファーを断っている。その件についてグスタボは「僕は日本が好きだし、RIZINが好きなので、日本で自分のキャリアを積んでいきたいと思っているから我慢していた」と話した。そしてその後も自分の人生や格闘技キャリアがコロナで先行き不透明な中でも日本で戦うことにこだわり続け、コロナの規制緩和まで1試合もしないまま、再びRIZINで戦うことを2年4ヶ月間も待ち続けた。そして日本に入国が可能となると2022年4月のRIZIN TRIGGER 3rdに出場してKO勝利を上げ、「日本でヴァンダレイ・シウバが人気があったように僕もそういう選手になりたいと思っています。いつも応援してくれてありがとう！」「日本にいられるのが嬉しい。これからも日本で戦いたいです」と話して喜んだ[14][5]。
- 『日本のファンと交流をしたり、日本文化を深く知りたい』という理由から、2023年10月頃から3ヶ月以上、日本に住み込んだことがある。その際には柔術ジムでインストラクターをしたり、出稽古に来たイゴール・タナベや住村竜市朗達と共に練習を積んだ[15]。
- 日本の国の清潔さ・治安の良さ・人々の人間性を気に入っており、2024年には試合前インタビューで「将来的に家族を呼び寄せて日本に住みたいとも思っています」と話し、将来的に日本に移住する可能性があるかもしれないことを話した[15]。
- 日本のアニメが好きで、家には日本で買ったドラゴンボールやワンピースのフィギュアがたくさん飾ってある。特に『ドラゴンボールZ』に影響を受けており、好きなキャラクターは主人公の『孫悟空』。キャラクターの技や動きを自分の技に取り込んでいると話す。また、本人は「『かめはめ波』も撃てる」と話しているが、「この技は特別な時のために封印している」としている[16]。
- 日本食も大好きで、日本に数ヶ月ほど住み込んだ影響から、磯丸水産のホタテとカキフライがお気に入りとなった[17]。
- 日本語は日常的な会話や食べ物の名前に加えて、2024年には、「あざっす！」という言葉も覚えた。しかし、本人は必ず「ザザッス！」と言う[17]。

密着動画など
- RIZIN公式YouTube、ルイス・グスタボの密着動画『Preparation』（2024）[映像 1]
- RIZIN 100 CLUB、グスタボの減量後のリカバリー飯企画『飯ついて行ってイイですか？』（2024）[映像 2]
- RIZIN公式YouTube、グスタボ「ホタテェ～。カキフラ～イ。」[映像 3]

## 戦績
| 総合格闘技 戦績 | 総合格闘技 戦績 | 総合格闘技 戦績 | 総合格闘技 戦績 | 総合格闘技 戦績 | 総合格闘技 戦績 | 総合格闘技 戦績 |
| --------------- | --------------- | --------------- | --------------- | --------------- | --------------- | --------------- |
| 18 試合         | (T)KO           | 一本            | 判定            | その他          | 引き分け        | 無効試合        |
| 14 勝           | 7               | 5               | 2               | 0               | 0               | 0               |
| 4 敗            | 2               | 0               | 2               | 0               | 0               | 0               |

| 勝敗 | 対戦相手                       | 試合結果                                          | 大会名                                       | 開催年月日     |
| ×    | 野村駿太                       | 3R 2:29 テクニカル判定0-3                         | RIZIN.50                                     | 2025年3月30日  |
| ×    | ホベルト・サトシ・ソウザ       | 1R 0:21 TKO（左ストレート→パウンド）              | RIZIN.48 【RIZINライト級タイトルマッチ】     | 2024年9月29日  |
| ○    | 堀江圭功                       | 5分3R終了 判定3-0                                 | RIZIN LANDMARK 8                             | 2024年2月24日  |
| ○    | 武田光司                       | 5分3R終了 判定2-1                                 | RIZIN LANDMARK 5                             | 2023年4月29日  |
| ○    | 大原樹理                       | 1R 1:23 TKO（スタンドパンチ連打→パウンド）        | RIZIN.38                                     | 2022年9月25日  |
| ○    | 矢地祐介                       | 2R 3:14 TKO（右フック→パウンド）                  | RIZIN TRIGGER 3rd                            | 2022年4月16日  |
| ×    | パトリッキー・ピットブル       | 1R 0:28 TKO（サッカーボールキック）               | RIZIN.20 【RIZINライト級トーナメント準決勝】 | 2019年12月31日 |
| ○    | 上迫博仁                       | 1R 3:55 TKO（レフェリーストップ：カットでの出血） | RIZIN.19 【RIZINライト級トーナメント1回戦】  | 2019年10月12日 |
| ×    | 朝倉未来                       | 5分3R終了 判定0-3                                 | RIZIN.15                                     | 2019年4月21日  |
| ○    | 矢地祐介                       | 2R 2:32 KO（右フック）                            | RIZIN.12                                     | 2018年8月12日  |
| ○    | ジオゴ・ダビラ                 | 1R 1:40 TKO（パンチ→膝蹴り）                      | Katana Fight - Birthday Edition              | 2017年11月25日 |
| ○    | レナト・アモリン               | 2R 0:55 TKO（グラウンドパンチ)                    | Katana Fight - Gold Edition                  | 2017年8月5日   |
| ○    | マルセロ・ブストス             | 1R 0:47 フロントチョーク                          | Katana Fight - Gaucho vs. Gordillo           | 2016年11月26日 |
| ○    | ディエゴ・シルベリオ           | 2R 1:30 フロントチョーク                          | Imortal FC 5 - Road to Pancrase              | 2016年7月23日  |
| ○    | ヴィニシス・モリニシ・ポンテス | 1R 2:09 TKO（パンチ）                             | Aspera Fighting Championship 32              | 2016年2月20日  |
| ○    | ルカス・モイカノ               | 1R 1:20 腕ひしぎ十字固め                          | Buffalo Combat Circuit 2                     | 2015年12月19日 |
| ○    | ジュニア・メディロス           | 1R 1:59 リアネイキッドチョーク                    | Iron Fight Combat 8                          | 2015年6月6日   |
| ○    | イゴール・オリベイラ           | 2R 2:00 リアネイキッドチョーク                    | Arena Pesadelo - Peixoto vs. Dutra           | 2014年8月10日  |

### 試合映像
1. ↑  『【試合映像】矢地祐介 vs. ルイス・グスタボ / Yusuke Yachi vs. Luiz Gustavo - RIZIN.12』RIZIN公式YouTubeチャンネル、2018年。
2. ↑  『【試合映像】朝倉未来 vs. ルイス・グスタボ / Mikuru Asakura vs. Luiz Gustavo - RIZIN.15』2019年。
3. ↑  『【試合映像】ルイス・グスタボ vs. 上迫博仁 / Luiz Gustavo vs. Hiroto Uesako - RIZIN.19』RIZIN公式YouTubeチャンネル、2019年。
4. ↑  『【試合映像】武田光司 vs.ルイス・グスタボ / Koji Takeda vs. Luiz Gustavo - RIZIN LANDMARK 5 in YOYOGI』RIZIN公式YouTubeチャンネル、2023年。
5. ↑  『【試合映像】ルイス・グスタボ vs 堀江圭功 / Luiz Gustavo vs. Yoshinori Horie - RIZIN LANDMARK 8 in SAGA』RIZIN公式YouTubeチャンネル、2024年。
6. ↑  『【試合映像】ホベルト・サトシ・ソウザ vs. ルイス・グスタボ / Roberto Satoshi Souza vs. Luiz Gustavo -RIZIN.48』RIZIN公式YouTubeチャンネル、2024年。

### 補足映像
1. ↑  『【番組】RIZIN CONFESSIONS #35（※番組内で試合映像。ルイス・グスタボと朝倉未来による試合振り返りドキュメンタリー番組）』RIZIN公式YouTubeチャンネル、2019年。
2. ↑  『【番組】RIZIN CONFESSIONS #49（※番組内で試合映像。ルイス・グスタボと上迫博仁による試合振り返りドキュメンタリー番組）』RIZIN公式YouTubeチャンネル、2019年。
3. ↑  『【番組】RIZIN CONFESSIONS #56（※番組内で試合映像。ルイス・グスタボとパトリッキー・ピットブルによる試合振り返りドキュメンタリー番組）』RIZIN公式YouTubeチャンネル、2019年。
4. ↑  『【番組】RIZIN CONFESSIONS #97（※番組内で試合映像。ルイス・グスタボと矢地祐介による試合振り返りドキュメンタリー番組）』RIZIN公式YouTubeチャンネル、2022年。
5. ↑  『【番組】RIZIN CONFESSIONS #106（※番組内で試合映像。ルイス・グスタボと大原樹理による試合振り返りドキュメンタリー番組）』RIZIN公式YouTubeチャンネル、2022年。
6. ↑  『【番組】RIZIN CONFESSIONS #123（※番組内で試合映像。ルイス・グスタボと武田光司による試合振り返りドキュメンタリー番組）』RIZIN公式YouTubeチャンネル、2023年。
7. ↑  『【番組】RIZIN CONFESSIONS #144（※番組内で試合映像。堀江圭功とルイス・グスタボによる試合振り返りドキュメンタリー番組）』RIZIN公式YouTubeチャンネル、2024年。
8. ↑  『【番組】RIZIN CONFESSIONS #164（※番組内で試合映像＆ルイス・グスタボとホベルト・サトシ・ソウザによる試合振り返りドキュメンタリー番組）』RIZIN公式YouTubeチャンネル、2024年。

### 映像資料
1. ↑  『【密着】Preparation ｜ルイス・グスタボ  / Luiz Gustavo』RIZIN公式YouTubeチャンネル、2024年。
2. ↑  “RIZIN 100 CLUB 『飯ついて行ってイイですか？』 第1回【リカバリー飯 ルイス・グスタボ】（※月額会員のみ視聴可）”. RIZIN 100 CLUB. 2024年9月24日閲覧。
3. ↑  『ルイス・グスタボ vs 堀江圭功　試合後インタビュー / RIZIN LANDMARK 8 in SAGA』RIZIN公式YouTubeチャンネル、2024年。2024年10月8日閲覧。